# Mumble
Mumble je open source program pro VoIP. Je určen především hráčům počítačových her a je podobný programům jako TeamSpeak nebo Ventrilo. Používá architekturu klient-server, takže uživatelé kteří spolu chtějí mluvit musí být připojeni ke stejnému serveru.
Cíl vývoje Mumble není vytvořit nejelitnější herní utilitu, ale vytvořit nejsociálnější. Cílem je vytvořit atmosféru a sociální interakci na LAN party. Mumble tak má velmi jednoduché administrační rozhraní a nejvíce vývojářského úsilí je věnováno kvalitě zvuku.
V roce 2007 neexistuje žádná statistika VoIP hráčů podle používaných programů. Ale protože je nový, má Mumble menší pokrytí trhu než jeho komerční konkurence.

## Hierarchie kanálů
Mumble server (zvaný murmur) má kořenový kanál a hierarchii kanálů pod ním. Uživatelé mohou spojovat kanály dohromady a vytvořit tak velké virtuální kanály. To je užitečné při velkých událostech kde máte malou skupinku mluvících uživatelů v kanálu, ale ti budou připojeni do běžného kanálu s ostatními uživateli aby slyšeli oznámení. To také dobře odpovídá týmovým hrám.
Každý kanál má také přidělenu množinu skupin a seznam ovládání přístupu která ovládá uživatelská oprávnění. Tento systém je celkem komplexní a umožňuje mnoho scénářů užití, tato komplexnost ho také dělá obtížně nastavitelným.
Kanály taktéž nelze zaheslovat, tak jak je tomu u konkurenčního teamspeaku nebo u ventrilia.

## Kvalita zvuku
Mumble používá Speex nejen jako zvukový kodek, ale také pro redukci šumu a automatické nastavení zesílení.
Nevýhodou pro uživatele Windows XP bez ovladačů ASIA (patrně většina) je, že mumble v aktuální stabilní verzi 1.1.8 neumí potlačit echo (Cancel echo).
Mumble je optimalizován pro malé zpoždění pro rychlejší komunikaci.

## Šifrování
Od verze 1.1 funguje šifrování AES. 128bit pro hlas a 256bit pro data.

## Překrytí
Je zde integrované překrytí pro použití ve hrách. Překrytí ukazuje kdo mluví a ke kterým je připojen kanálům. Od verze 1.0 mohou uživatelé nahrát svého avatara který je při překrytí představuje, což vytváří mnohem osobnější zážitek.
Od verze 1.1 funguje překrytí s většinou DirectX 9 a OpenGL her na Windows a s OpenGL hrami na Linuxu. Ve verzi 1.2.0 přibyla podpora Directx 10.

## Integrace serveru
Mumble je navržen aby zapadl do existující sociální struktury hráčů. Jako takový se dá vzdáleně ovládat přes D-Bus. Lze vytvářet kanály, přesouvat uživatele a dokonce vytvářet nové virtuální servery.
Existuje příklad který ukazuje jak použít tuto integraci pro připojení serveru k serveru Battlefield 2 a automatické umísťování uživatelů do kanálu odpovídající týmu a skvadře. Další příklad ukazuje autentizaci připojujících se uživatelů pomocí phpBB databazí a tím zamezení duplicitních uživatelských jmen a hesel.